# Serhij Lymynovytj
Serhij Zenonovytj Lymynovytj (ukrainska: Сергій Зенонович Лиминович, ryska: Сергей Зенонович Лиминович: Sergej Zenonovitj Liminovitj), född 6 november 1953 i Zjitomir i Ukrainska SSR i Sovjetunionen (nu Zjytomyr i Ukraina), är en ukrainsk före detta kanotist som tävlade för Sovjetunionen.
Han tog bland annat VM-silver i C-1 10000 meter i samband med sprintvärldsmästerskapen i kanotsport 1979 i Duisburg.